# Sharon Hugueny
Sharon Hugueny (29 de febrero de 1944 - 3 de julio de 1996) fue una actriz estadounidense que tuvo una breve carrera en el cine y la televisión durante la década de 1960, apareciendo en diecinueve episodios de televisión y cuatro largometrajes. Protagonizó junto a Peter Fonda en 1964 la cinta The Young Lovers. En 1977 tuvo un accidente automovilístico que le impidió seguir figurando en el cine y la televisión de su país.
Entre 1961 y 1964 estuvo casada con el reconocido productor de Hollywood Robert Evans. Falleció en 1996, víctima de un cáncer.

## Filmografía

### Televisión
- 1974 - Mannix
- 1968 - Peyton Place
- 1966 - Hank
- 1965 - Run for Your Life
- 1964 - The Farmer's Daughter
- 1963 - Ensign O'Toole
- 1962 - The Gallant Men
- 1960-1962 - Hawaiian Eye
- 1960-1962 - 77 Sunset Strip
- 1960-1961 - Maverick[4]
- 1960 - Lawman
- 1960 - Colt .45

### Cine
- 1964 - The Young Lovers
- 1963 - The Caretakers
- 1961 - A Majority of One
- 1961 - Parrish